# Партия независимости Соединённого Королевства
Па́ртия Незави́симости Соединённого Короле́вства (ПНСК) (англ. United Kingdom Independence Party, UKIP /ˈjuːkɪp/) — политическая партия Великобритании, требовавшая выхода страны из Евросоюза и придерживающаяся правых консервативных взглядов. Партия объединяет 12 региональных организаций Британии.
В основном, партия привлекает к себе протестный электорат. Некоторые критики считают партию популистской.

## История

### Эпоха Алана Скеда
История ПНСК берет свое начало в 1991 году, когда в ответ на Маастрихтский процесс член Королевского исторического общества, академик Алан Скед создал Антифедералистскую Лигу, выступавшую за сохранение фунта и неприсоединение к зоне евро. К партии так же присоединились некоторые члены правящей Консервативной партии, в которой существовали серьёзные разногласия относительно будущего фунта стерлингов после «чёрной среды». Однако непопулярность национал-консервативных идей в обществе сразу дала о себе знать — на парламентских выборах в 1992 году Скед не смог набрать и одного процента голосов (0.2 %) на низовом уровне. В связи с этим 3 сентября 1993 г. на заседании Лиги было принято решение об изменении устройства и названия партии.
В 1994 году ПНСК, будучи небольшой партией с крайне скромным финансированием избирательной кампании, всё же смогла получить 1 % голосов на выборах в Европарламент. Громко заявив о себе, ПНСК тут же столкнулось с «зеркальной» проблемой — на политической арене Великобритании появляется «Партия за Референдум» под руководством потомственного финансиста и мультимиллионера Джеймса Голдсмита, которая так же является партией евроскептиков, призывающих к проведению референдума о выходе Великобритании из ЕС. Главное отличие ПНСК от «Партии за Референдум» — это финансовая составляющая не в пользу первых. Таким образом, на парламентских выборах в 1997 году ПНСК, в ситуации отсутствия крупных финансовых средств, терпит сокрушительное поражение: в 163 из 165 округов ПНСК проиграла кандидатам от «Партии за Референдум». Лишь смерть Голдсмита в том же году привела к роспуску его партии, и многие её члены перешли в ПНСК.
После выборов Скед был вынужден уйти в отставку по требованию внутренней партийной группы во главе с Найджелом Фаражем, Майклом Холмсом и Дэвидом Лоттом, которые обвинили своего лидера в неумелом и управлении партией, лидером партии стал Майкл Холмс.

### Переходный период (1997—2006)
На выборах в Европарламент 1999 года ПНСК получает 6,5 % голосов, что впервые за историю партии позволяет занять 3 места в законодательном органе и сформировать совместно с другими партиями политический блок с рабочим названием «Европа демократий и разнообразия». Однако, после выступления Холмса в Европейском парламенте, в речи которого прозвучал призыв к наделению Европейской комиссии бὸльшими полномочиями, исполнительный комитет партии призвал Холмса снять с себя полномочия лидера партии. По итогам демарша, руководителем партии был избран депутат Европарламента от Восточной Англии Джеффри Титфорд.
К выборам в британский парламент 2001 года ПНСК подходила во всеоружии, однако глава Консервативной партии Уильям Хейг перенимает евроскептическую риторику, тем самым оттянув основной электорат от ПНСК. Поражение ПНСК на национальных выборах, особенно после удачных выборов в Европарламент, стало настоящей катастрофой — партия получила всего 1,5 % голосов и только 6 кандидатов из 428 смогли вернуть свой избирательный залог. Титфорд ушёл с поста руководителя ПНСК по собственному желанию.
Новой главой ПНСК стал Роджер Кнапман. На выборах в Европейский парламент 2004 года партия получила 16,1 % голосов и 12 депутатских мандатов. Это стало так же возможным ввиду поддержки партии знаменитым британским политиком и телеведущим Робертом Килроем, привлёкшим крупные финансовые средства для проведения кампании. Однако, если участие Килроя в выборах в Европарламент обеспечило феноменальный результат, то его участие в парламентских выборах 2005 года привело к крупнейшему расколу в партии со времён отстранения от управления Алана Скеда. Скандальное увольнение с BBC One за расистские высказывания, жёсткая критика Кнапмана внутри партии, категорично негативная позиция по вопросу о фракционной коалиции с Консервативной партией — всё это стало причиной ухода Килроя из ПНСК за 5 месяцев до выборов.

### Эпоха Найджела Фаража (2006—2016)
Понимание необходимости реформирования партии пришло незамедлительно: Фараж ввёл в программу ряд социально-консервативных позиций, включая сокращение иммиграции, снижение налогов и климатический скептицизм, таким образом пытаясь заручиться поддержкой разочарованных членов и избирателей Консервативной партии. На выборах в Европарламент в 2009 году партия выступала за создание рабочих мест в Великобритании непосредственно для британцев, за ужесточение иммиграционной политики в Великобритании и Евросоюзе в целом, за расширение внешних торговых связей, за обязательное проведение референдума по Конституции ЕС либо любому аналогичному документу. Кроме того, партия призывала отдать свои голоса за неё с целью выразить протест правительству: «Правительство намерено не допустить, чтобы ваш голос был услышан. Голосуя за ПНСК, вы громко и ясно говорите „Нет“». Так же одним из драйверов привлечения избирателей стал скандал, связанный с расходами парламента Соединённого Королевства. ПНСК, как партия, не имеющая представителей в парламенте и не связанная с ним, получает значительную поддержку, и на выборах 2009 года становится второй после Консервативной партии, получив 16,5 % голосов (на 0,8 % больше, чем правящие лейбористы), при этом с существенным отрывом опередив своего главного соперника — БНП.
Несмотря на определённую популярность в обществе, партия не смогла получить представительство в Палате общин из-за существования в Великобритании мажоритарной избирательной системы. В 2010 году партия получила 3,1 % голосов и ни одного места в Палате общин на очередных парламентских выборах.
5 ноября 2010 года, после девятимесячного лидерства в партии барона Пирсона, прямым голосованием рядовых членов был вновь избран Найджел Фарадж, уже возглавлявший партию с 2006 по 2009 год. На европейских выборах 22 мая 2014 года партия сенсационно победила, получив поддержку 4 376 635 избирателей (27,49 %), что принесло ей 24 места в Европейском парламенте из 73, предоставленных Соединённому Королевству.
По итогам парламентских выборов 7 мая 2015 года партия получила 12,6 % голосов избирателей и заняла по этому показателю третье место среди парламентских партий, уступив только консерваторам и лейбористам и впервые проведя в Палату общин одного депутата.
4 июля 2016 года Найджел Фараж объявил об отставке с должности лидера партии ввиду благоприятного для него исхода референдума о выходе Великобритании из Евросоюза, состоявшегося 23 июня 2016 года, и достижении, таким образом, его основной цели, ради которой он и пришёл в политику.

### Эпоха упадка (с 2016)
16 сентября 2016 года лидером партии избрана Диана Джеймс (через 18 дней ушла в отставку).
28 ноября 2016 года лидером партии избран Пол Наттолл.
9 июня 2017 года Наттолл ушёл в отставку после поражения партии на парламентских выборах — количество проголосовавших за неё избирателей снизилось с 3 881 099 в 2015 году до 593 852, вследствие чего ПНСК не получила ни одного места в Палате общин.
29 сентября 2017 года новым лидером избран Генри Болтон.
17 февраля 2018 года на чрезвычайном собрании исполняющим обязанности партийного лидера избран член Европарламента от Лондона Джерард Баттен после принудительной отставки Болтона из-за связи с активисткой Джо Марни, которая рассылала расистские и оскорбительные сообщения, в том числе о Меган Маркл — невесте принца Гарри. Баттен делал заявления об исламе как «смертельной секте» и призывал мусульман письменно отказаться от некоторых положений Корана.
14 апреля 2018 года Баттен избран полноправным лидером партии. 2 июня 2019 года он ушёл в отставку после катастрофического поражения на европейских выборах — получив поддержку лишь 3,2 % избирателей, ПНСК потеряла все 24 кресла евродепутатов, которые получила после триумфальной победы 2014 года (ранее партию покинули многие видные активисты, в том числе Найджел Фараж).
10 августа 2019 года новым лидером партии избран Ричард Брэйн, получивший 53 % голосов членов ПНСК. Однако, уже 21 октября 2019 года его членство в партии было приостановлено из-за обвинений в хищении данных, выдвинутых Национальным исполнительным комитетом, а 30 октября он ушёл в отставку.
12 сентября 2020 года исполняющим обязанности лидера партии избран Нил Хэмилтон, пришедший на смену Фредди Вача (того отстранили от должности через четыре месяца после избрания из-за обвинений в травле и харассменте) и ставший шестым человеком на этой должности за четыре последних года.
В январе 2024 года новым лидером партии избрана Лоис Перри, набравшая 77,4 % голосов.

## Участие в выборах
| Выборы               | Голосов             | Мест | Δ       |
| -------------------- | ------------------- | ---- | ------- |
| 1992, парламентские1 | 4 383 (0,1 %)       | 0    | Впервые |
| 1994, Европарламент  | 150 251 (0,98 %)    | 0    | Впервые |
| 1997, парламентские  | 105 722 (0,3 %)     | 0    | Впервые |
| 1999, Европарламент  | 696 057 (6,96 %)    | 3    | ▲ 3     |
| 2001, парламентские  | 390 563 (1,5 %)     | 0    | ▬ 0     |
| 2004, Европарламент  | 2 650 768 (16,1 %)  | 12   | ▲ 9     |
| 2005, парламентские  | 603 298 (2,2 %)     | 0    | ▬ 0     |
| 2009, Европарламент  | 2 498 226 (16,5 %)  | 13   | ▲ 1     |
| 2010, парламентские  | 917 832 (3,1 %)     | 0    | ▬ 0     |
| 2014, Европарламент  | 4 376 635 (27,49 %) | 24   | ▲ 11    |
| 2015, парламентские  | 3 881 099 (12,6 %)  | 1    | ▲ 1     |
| 2017, парламентские  | 593 852 (1,8 %)     | 0    | ▼ 1     |
| 2019, Европарламент  | 554 463 (3.2 %)     | 0    | ▼ 24    |
| 2019, парламентские  | 22 817 (0,1 %)      | 0    | ▬       |

1 в качестве Антифедералистской Лиги

## Список лидеров
| #   | Имя              | Срок полномочий                 | Примечания                                      |
| --- | ---------------- | ------------------------------- | ----------------------------------------------- |
| 1   | Алан Скед        | 1993—1997                       |                                                 |
| -   | Крэйг Макинлэй   | 1997                            | Врио                                            |
| 2   | Майкл Холмс      | 1997—2000                       | Депутат Европарламента 1999—2004                |
| 3   | Джеффри Титфорд  | 2000—2002                       | Депутат Европарламента 1999—2009                |
| 4   | Роджер Напман    | 2002—2006                       | Депутат Европарламента 2004—2009                |
| 5   | Найджел Фараж    | 2006—2009                       | Депутат Европарламента с 1999                   |
| 6   | Малколм Пирсон   | 2009—2010                       |                                                 |
| -   | Джеффри Титфорд  | 2010                            | Врио                                            |
| (5) | Найджел Фараж    | 2010-16                         |                                                 |
| 7   | Диана Джеймс     | 2016                            | Депутат Европарламента 2014—2019                |
| (5) | Найджел Фараж    | 2016                            | Временный лидер                                 |
| 8   | Пол Наттолл      | 2016—2017                       | Депутат Европарламента 2009—2019                |
| -   | Стив Краузер     | 2017                            | Врио                                            |
| 9   | Генри Болтон     | 2017—2018                       |                                                 |
| 10  | Джерард Баттен   | 2018 — 2 июня 2019              | Депутат Европарламента 2004—2019                |
| -   | Пайрз Уочоп      | 2 июня — 10 августа 2019        | Врио                                            |
| 11  | Ричард Брэйн     | 10 августа — 30 октября 2019    |                                                 |
| -   | Патриция Маунтин | 16 ноября 2019 — 26 апреля 2020 | Врио                                            |
| 12  | Фредди Вача      | 22 июня 2020 — 13 сентября 2020 |                                                 |
| 13  | Нил Хэмилтон     | 13 сентября 2020 — январь 2024  | Врио с 13 сентября 2020 по 18 октября 2021 года |
| 14  | Лоис Перри       | с 13 мая по 15 июня 2024        |                                                 |
| 15  | Ник Тенкони      | с 5 февраля 2025                | С 15 июня 2024 — врио                           |